# Скоростная дорога Пекин — Харбин
Скоростная дорога Пекин — Харбин (кит. упр. 北京－哈尔滨高速公路, кит. трад. 北京－哈爾濱高速公路), обозначаемая G1, в сокращённом варианте — (кит. трад. 京哈高速, англ. Jingha Expressway, рус. Скоростная дорога Цзинха); расположена на севере и северо-востоке Китая.
Название скоростная дорога Цзинха состоит из двух иероглифов: цзин, являющегося частью слова Бэйцзин (то есть, Пекин) и ха, являющего частью слова Харбин.

## Маршрут
Дорога берёт своё начало в столице КНР Пекине и оканчивается в Харбине, столице провинции Хэйлунцзян. Она проходит через города:
- Пекин
- Таншань, Хэбэй
- Циньхуандао, Хэбэй
- Цзиньчжоу, Ляонин
- Шэньян, Ляонин
- Сыпин, Цзилинь
- Чанчунь, Цзилинь
- Харбин, Хэйлунцзян

Пекин (мост Сыфан — мост Шиюань — Тунчжоу) — Ланфан (уезд Сянхэ) — Тяньцзинь (Цзичжоу) — Таншань — Циньхуандао (Бэйдайхэ — Шаньхайгуань) — Цзиньчжоу — Паньцзинь — Аньшань — Шэньян.

## История
Первый участок шоссе — скоростная дорога Цзинцинь (Пекин-Циньхуандао), был открыт в 1990-е.
Строительство участка Циньхуандао-Шэньян велось по частям в течение четырёх лет. 15 сентября 1999 года, к 50-летию образования КНР, скоростная дорога G025 Пекин-Шэньян (кит. упр. 京沈高速公路, пиньинь Jīngshěn Gāosù Gōnglù, палл. Цзин-Шэнь гаосу гунлу) длиной 658 км была открыта для сквозного движения. Шоссе называлось «ЦзинШэнь» по последнему иероглифу слова «Пекин» («Бэйцзин») и первому иероглифу слова «Шэньян».
Из-за того, что строительство вели разные организации в разных провинциях и городах центрального подчинения, у дороги оказалась очень неудобная для автомобилистов система взимания платы за проезд (на некоторых участках ворота, в которых производится взимание платы, располагаются всего в 15 км друг от друга). В 2003 году в ситуацию вмешалось Министерство транспорта КНР, после чего началось изменение расстановки ворот, однако создание единой централизованной системы взимания оплаты до сих пор наталкивается на трудности, связанные с тем, что разные участки дороги проходят по территории разных административных единиц, обладающих финансовой самостоятельностью.
28 сентября 2001 года было открыто движение до Харбина. В это время в Китае произошло изменение системы обозначений шоссе и номер шоссе поменялся с G025 на G1.